# خالد الرويعي
خالد الرويعي، كاتب ومسرحي وممثل بحريني وكاتب في صحيفة الوقت البحرينية. من مواليد 26 أكتوبر 1974، بدأ مسيرة الفنية عام 1995، مثل واخرج الكثير من المسرحيات منها مسرحية ثلاث بنات حريم، مسرحية (جان دارك)، مسرحية إيفا، مسرحيه درب المصل، مسرحية "الرسائل"، واللاعبون.

## روابط خارجية
- خالد الرويعي على موقع IMDb (الإنجليزية)
- خالد الرويعي على موقع قاعدة بيانات الأفلام العربية